# Демехи (Речицкий район)
Де́мехи (бел. Дземяхі́) — деревня и железнодорожная станция на линии Гомель — Калинковичи в Речицком районе Гомельской области Белоруссии. В Солтановском сельсовете.
Около деревни расположено месторождение железняка.

## География

### Расположение
В 14 км на запад от Речицы, 58 км от Гомеля.

### Гидрография
На реке Ведрич (приток реки Днепр), на западе сеть мелиоративных каналов.

## Транспортная сеть
Транспортные связи по просёлочной, затем автомобильной дороге Василевичи — Речица. Планировка состоит из 2 улиц, к которым из юго-запада присоединяется короткая улица. Застройка двусторонняя, деревянная, усадебного типа.
Также около деревни находятся платформа Антополь и станция Демехи на железнодорожной линии Гомель — Лунинец — Брест.

## История
Курганы, размещавшиеся поблизости от деревни (сейчас не существуют), свидетельствовали о заселении этих мест с давних времён. По письменным источникам известна с начала XVI века как село Демеховичи в Речицком повете Минского воеводства Великого княжества Литовского, шляхетская собственность. В 1509 году король Сигизмунд I Старый подарил село дьяку Г. Алексеевичу. Под 1523 и 1568 годы упоминается в материалах Литовской метрики. Действовала Свято-Троицкая церковь (в ней хранились метрические книги с 1761 года). В 1781 году вместо обветшавшего построено новое деревянное здание церкви. В ней находилась икона Божьей Матери, которая позже была передана в церковь деревни Солтаново.
После 2-го раздела Речи Посполитой (1793 год) в составе Российской империи. В 1811 году владение Солтанов. В 1840 году из-за плохого состояния церковь была закрыта. В 1850 году действовала церковно-приходская школа. В 1864 году открыто народное училище, но просуществовало только год. Со сдачей в эксплуатацию 15 февраля 1886 года железной дороги Лунинец — Гомель начал действовать железнодорожный разъезд, преобразованный позже в станцию. Согласно переписи 1897 года действовали хлебозапасный магазин, трактир, почтовое отделение. В 1908 году в Ровенскослободской волости Речицкого уезда Минской губернии. На территории железнодорожной станции действовал винзавод.
С 8 декабря 1926 года центр Демеховского сельсовета Речицкого района Речицкого, с 9 июня 1927 года Гомельского (до 26 июля 1930 года) округов, с 20 февраля 1938 года Гомельской области. В 1930 году работал спиртзавод. В 1931 году организован колхоз.
Во время Великой Отечественной войны 16 ноября 1942 года партизаны разгромили гарнизон, созданный оккупантами в деревне. В ноябре 1943 года в боях около деревни погибли 53 советских солдата и 2 партизана (похоронены в братской могиле в центре, около клуба). Освобождена 15 ноября 1943 года. 17 ноября 1943 года в деревне произошла встреча командира Речицкой партизанской бригады имени К. Я. Ворошилова М. П. Онипко с командующим 19-м стрелковым корпусом Красной Армии Д. И. Самарским, на которой уточнялись дальнейшие действия против немецких оккупантов. 52 жителя погибли на фронте.
Согласно переписи 1959 года в составе подсобного хозяйства «Демехи» сельскохозяйственный техникума (центр — деревня Солтаново). Располагались 9-летняя школа, клуб, библиотека, фельдшерско-акушерский пункт, отделение связи, магазин.
До 31 июля 2007 года в составе Демеховского сельсовета.
В состав Демеховского сельсовета входили посёлки: до 1962 года — Рымшовка, до 1987 года — Новый Мир (в настоящее время не существуют).

## Население

### Численность
- 2004 год — 133 хозяйства, 284 жителя.

### Динамика
- 1850 год — 27 дворов.
- 1885 год — 47 дворов, 289 жителей.
- 1897 год — 86 дворов, 535 жителей (согласно переписи).
- 1908 год — 106 дворов 683 жителя.
- 1930 год — 117 дворов.
- 1959 год — в деревне 517 жителей, в посёлке торфозавода — 107 жителей, на хуторе — 28 жителей (согласно переписи).
- 2004 год — 133 хозяйства, 284 жителя.

## Культура
- Дом культуры
- Библиотека
- Экспозиция, посвящённая поэтессе В. М. Ковтун (в библиотеке)

## Достопримечательность
- Братская могила советских воинов и партизан

## Известные уроженцы
- Ковтун, Валентина Михайловна — белорусская поэтесса, прозаик, литературовед.